# Stanětice
Stanětice jsou vesnice, část obce Zahořany v okrese Domažlice v Plzeňském kraji. Nachází se asi 2,5 kilometru severovýchodně od Zahořan. Je zde evidováno 67 adres. V roce 2011 zde trvale žilo 127 obyvatel.
Stanětice jsou také název katastrálního území o rozloze 3,79 km².

## Historie
První písemná zmínka o vesnici pochází z roku 1239.

## Obyvatelstvo
| Rok            | 1869 | 1880 | 1890 | 1900 | 1910 | 1921 | 1930 | 1950 | 1961 | 1970 | 1980 | 1991 | 2001 | 2011 | 2021 |
| -------------- | ---- | ---- | ---- | ---- | ---- | ---- | ---- | ---- | ---- | ---- | ---- | ---- | ---- | ---- | ---- |
| Počet obyvatel | 326  | 343  | 317  | 297  | 298  | 298  | 291  | 199  | 210  | 177  | 143  | 125  | 124  | 127  | 131  |
| Počet domů     | 48   | 50   | 50   | 58   | 56   | 56   | 62   | 62   | 52   | 52   | 44   | 55   | 60   | 61   | 62   |

## Obecní správa
Při sčítání lidu v letech 1850–1984 Stanětice byly samostatnou obcí v okrese Domažlice. Od 1. ledna 1985 jsou částí obce Zahořany v okrese Domažlice.

## Pamětihodnosti
- Kostel svaté Kunhuty
- špýchar u čp. 23

## Galerie

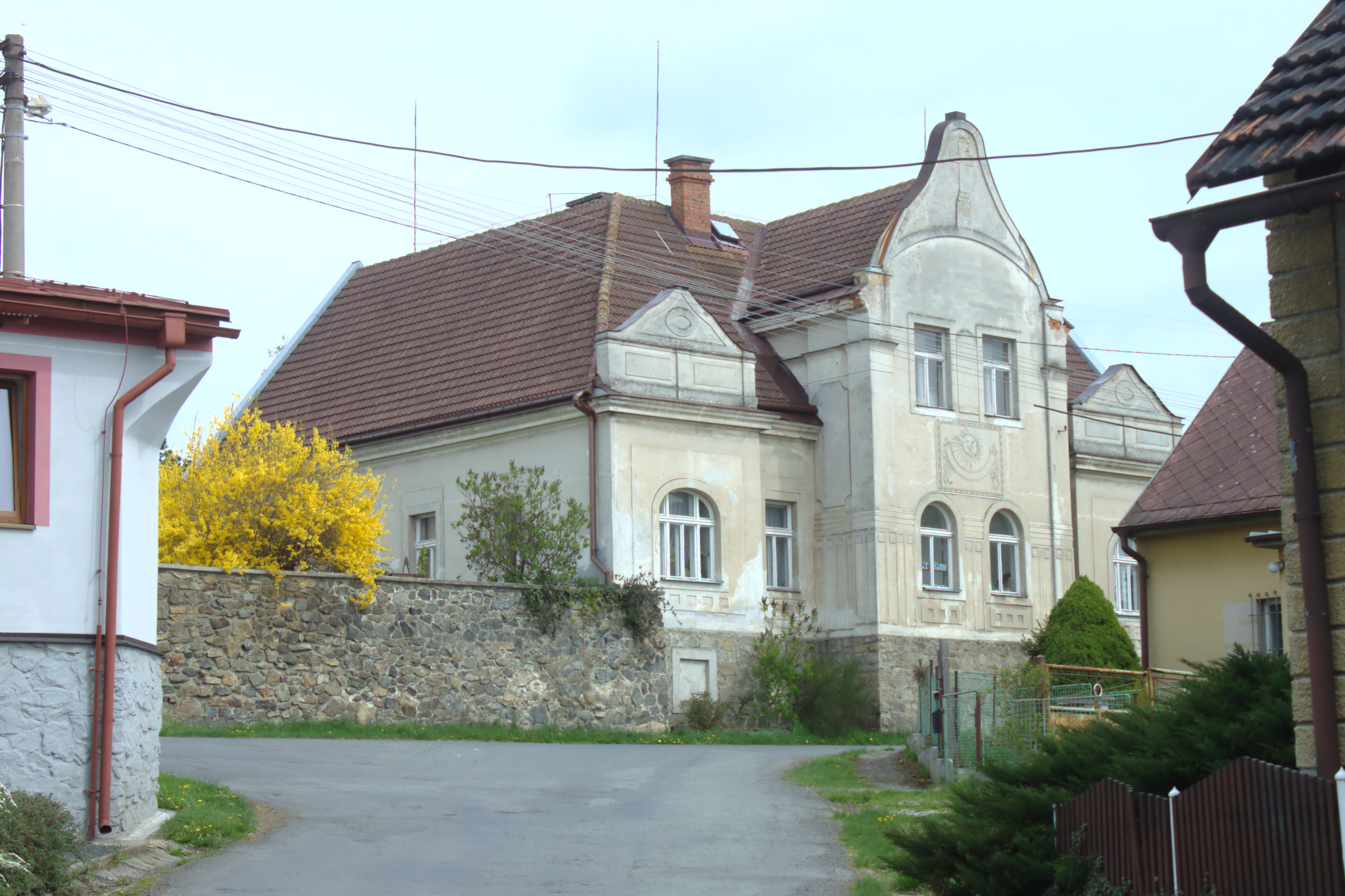
Bývalá fara ve Staněticích
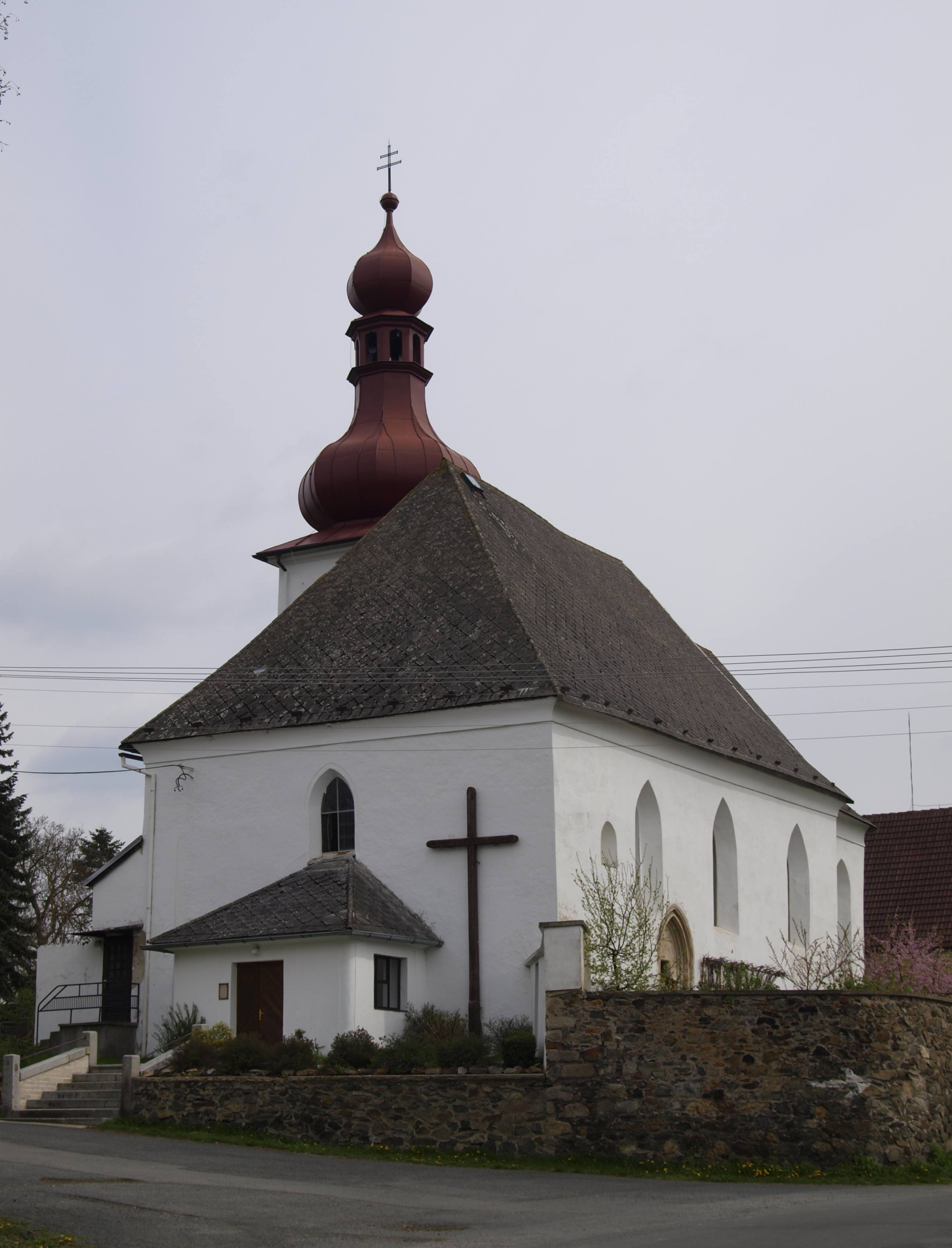
Kostel svaté Kunhuty
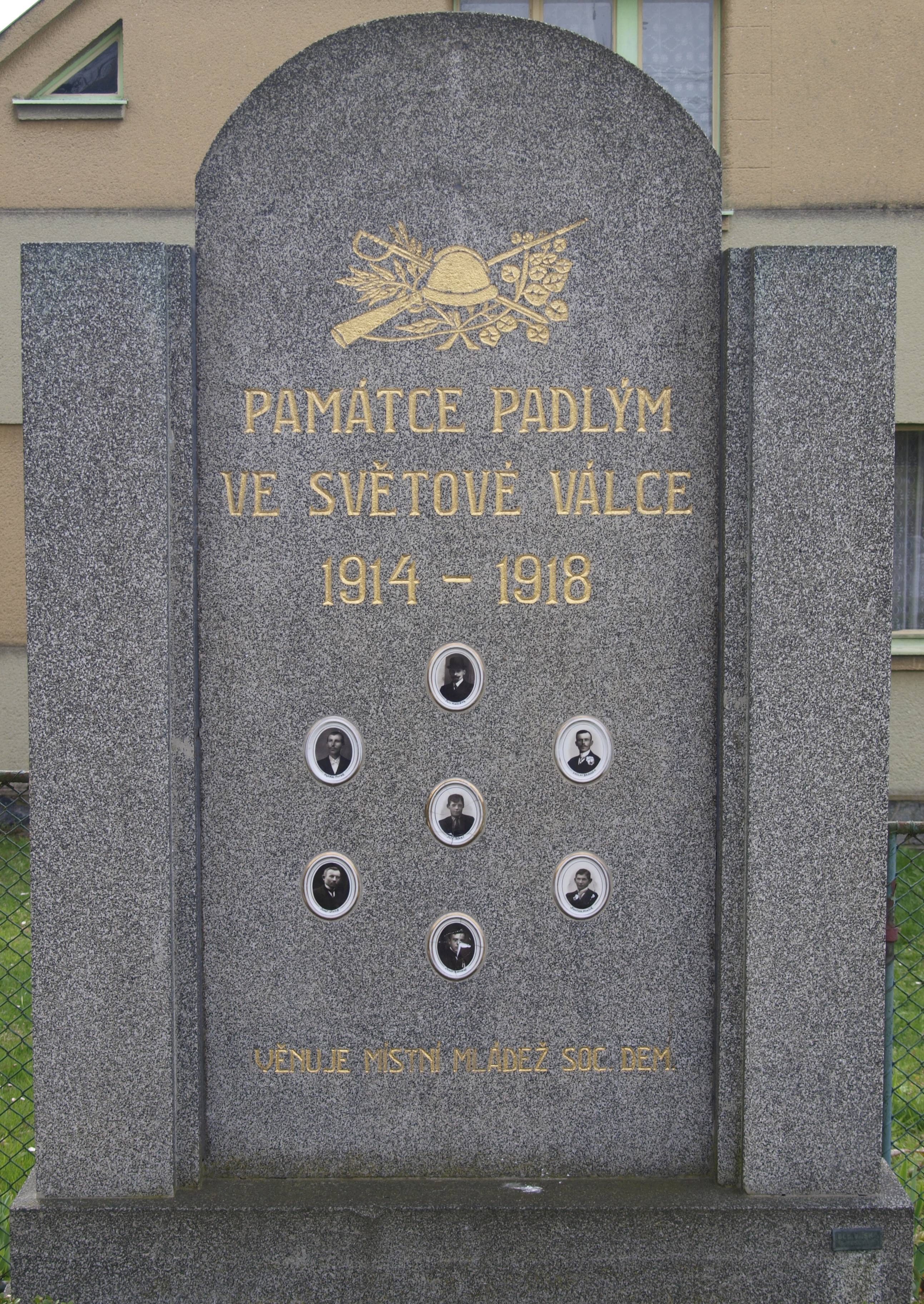
Pomník padlým v první světové válce
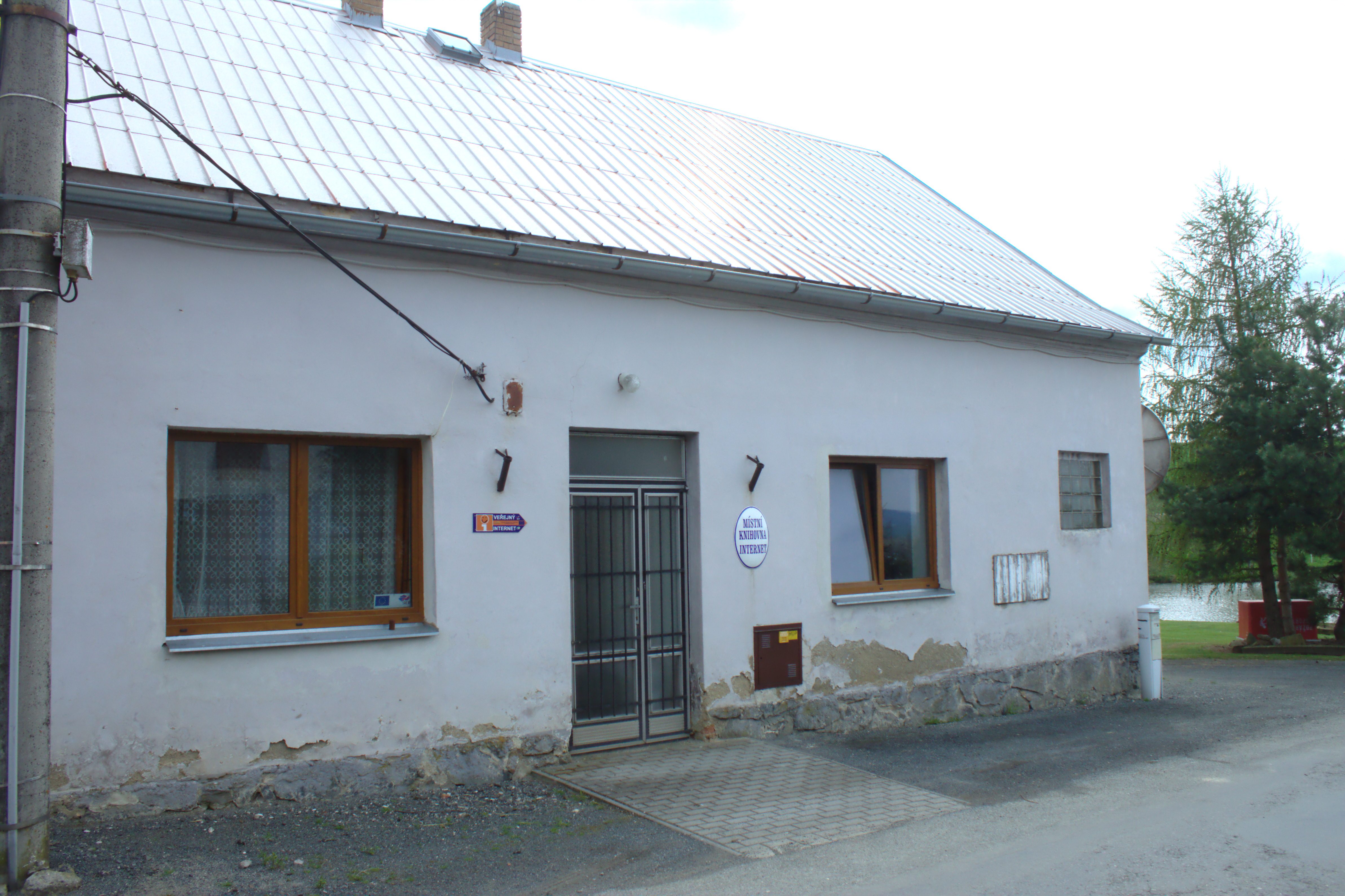
Obecní úřad